# Fedhlimidh mac Aodha Ó Domhnaill
Feidhlimidh mac Aodha Ó Domhnaill (mort en  1356) est le 11e O'Donnell ou Ua Domhnaill du  clan et roi de  Tír Chonaill en Irlande en opposition de  1352 à 1356.

## Famille
Feidhlimidh mac Aodha Ó Domhnaill  est le troisième des fils de Áed mac Domnaill Óic Ó Domhnaill.

## Règne
En 1352 à la disparition de son neveu Aonhgus mac Conchobhair Ó Domhnaill, une querelle de succession éclate entre le frère du défunt Seoán mac Conchohbair Ó Domhnaill et Feidhlimidh leur oncle pour le titre de 11e Ó Domhnail .
En 1355,  Donnchad le fils et héritier de Feidhlimidh, est tué par Donn mac Murrough dans la forteresse de Áodh Ruadh mac Flaithbheartaigh Mág Uidhir (anglais: Maguire) roi de Fermanagh (Fir Manach )  de 1358 à 1363, alors qu'il tente d'enlever de force  Gormlaith, la fille de son hôte  L'année suivante Feidhlimidh mac Aodha, roi de Tir-Conaill, est tué par son neveu, Seaán mac Conchobhair, qui lui contestait le royaume ensuite  Seaán Ó Domhaill, assume la seigneurie sans opposition 

### Sources
- (en) Art Cosgrove, New History of Irland,Volume II ‘’Medieval Ireland 1169-1534’’, Oxford, Oxford University Press, 2008 (ISBN 978019 9539703).
- (en) T.W Moody, F.X. Martin et F.J. Byrne, A New History of Ireland IX Maps, Genealogies, Lists. A companion to Irish History part II, Oxford, Oxford University Press, 2011, 690 p. (ISBN 978-0-19-959306-4).